# Heringia tsherepanovi
Heringia tsherepanovi är en tvåvingeart som först beskrevs av Mutin 1988.  Heringia tsherepanovi ingår i släktet gallblomflugor, och familjen blomflugor. Inga underarter finns listade i Catalogue of Life.